# Micky Moody
Micky Moody (Middlesbrough (Yorkshire), 30 augustus 1950) is een (slide)gitarist voornamelijk bekend van zijn werk bij Whitesnake.

## Carrière
In december 1964 speelde Micky Moody bij zijn allereerste groepje. Schoolvrienden Paul Rodgers (later bij The Free, Bad Company, The Firm en Queen) – toen nog op bas – en Colin Bradley noemden zichzelf The Roadrunners. Begin 1967 werd Rodgers de leadzanger en sloot Bruce Thomas (later een van de Attractions in de begeleidingsband van Elvis Costello) zich aan als bassist. Eind 1967 trad Moody bij gebrek aan een opnamecontract toe tot de groep Tramline, waarmee hij twee elpees opnam.
Na wat sessiewerk bij Zoot Money, Gene Pitney en Paul Jones kwam Moody terecht bij Juicy Lucy, die net een hit hadden met Bo Diddley's 'Who Do You Love'. Korte tijd speelde hij nog bij Snafu alvorens door David Coverdale bij Whitesnake te belanden. Na zijn vertrek bij Whitesnake viel Moody terug op sessiewerk en liveoptredens met het vijfde Status Quo-lid Bob Young, met wie hij ook enkele singles opnam.
Moody speelde in een later leven samen met ook al oud-Whitesnake-lid Bernie Marsden in bands die de 'oude' Whitesnake wilden laten herleven, zoals in Moody/Marsden, The Snakes en The Company of Snakes en na toetreding van ook oud-Whitesnake-lid Neil Murray als M3. Hij maakte verder enkele singles met Young & Moody en bracht een solo-cd uit. Hij trad ook op met zijn eigen Micky Moody Band, waarin ook zijn zoon Micky Moody jr. drumde.

## Discografie

### Met Tramline
- 1968 - Somewhere Down the Line
- 1969 - Moves of Vegetable Centuries

### Met Juicy Lucy
- 1970 - Lie Back and Enjoy It
- 1971 - Get a Whiff a This
- 1972 - Pieces

### Met Snafu
- 1973 - Snafu
- 1974 - Situation Normal
- 1975 - All Funked Up

### Met The Moody Marsden Band
- 1992 - Never Turn Our Back on the Blues
- 1994 - Live in Hell
- 1994 - The Time Is Right for Live
- 1994 - Real Faith
- 2000 - The Night the Guitars Came to Play

### Met Bob Young
- 1977 - Young and Moody
- 1995 - The Nearest Hits Album
- 2010 - Back for the Last Time Again

### Met David Coverdale
- 1977 - White Snake
- 1978 - Northwinds
- 2003 - The Early Years

### Met Whitesnake
- 1978 - Snakebite
- 1978 - Trouble
- 1978 - Live at Hammersmith
- 1979 - Lovehunter
- 1980 - Ready an' Willing
- 1980 - Live... in the Heart of the City
- 1981 - Come an' Get It
- 1982 - Saints & Sinners
- 1984 - Slide It In
- 1994 - Greatest Hits
- 2003 - Best of Whitesnake
- 2003 - The Silver Anniversary Collection
- 2004 - The Early Years
- 2008 - 30th Anniversary Collection
- 2011 - Box of Snakes

### Met The Snakes, The Company of Snakes & M3
- 1998 - Once Bitten (Japan)
- 1998 - Live in Europe
- 2001 - Here They Go Again
- 2002 - Burst the Bubble
- 2005 - Classic Snake Live
- 2005 - Rough An' Ready (livealbum, cd)
- 2007 - Rough An' Ready (livealbum, dvd)

### Met Snakecharmer
- 2013 - Snakecharmer

### Met The Bad Apples
- 2014 - Played

### Met Ali Maas
- 2016 - Black & Chrome

### Solo
- 2000 - I Eat Them for Breakfast
- 2002 - Smokestacks Broomdusters and Hoochie Coochie Men (met Paul Williams)
- 2006 - Don't Blame Me
- 2007 - Acoustic Journeyman
- 2008 - Live and Rocking! – Live at the Hell Blues Festival 2000 (Micky Moody & Friends)
- 2009 - Electric Journeyman
- 2016 - Black & Chrome (met Ali Maas)

- Bibliothèque nationale de France: cb14208275f (data)
- Gemeinsame Normdatei: 134705211
- International Standard Name Identifier: 0000 0000 7133 6020
- MusicBrainz: 9b871820-04ac-47fe-ac42-265e963b8fa5
- Nationale Bibliotheek van Tsjechië: js20030216059
- Virtual International Authority File: 75145971391732330054